# باد بيرمونت
باد بيرمونت (بالألمانية: Bad Pyrmont) هي بلدة ألمانية تقع في ألمانيا في سكسونيا السفلى. يقدر عدد سكانها بـ 21,532 نسمة .

## المدن التوأمة
مدينة أنسيو هي مدينة توأمة لـباد بيرمونت.

## أعلام
- هاينريش فوغت
- سيغفريد روسنر
- فريدريك دريك